# Rıza Yıldırım
Pour les articles homonymes, voir Rıza et Yıldırım (homonymie).
Rıza Yıldırım (né le 6 mai 1987) est un lutteur libre turc.

## Carrière
Il est médaillé d'or des Jeux méditerranéens de 2013 en moins de 96 kg et des Championnats d'Europe de lutte 2017 en moins de 97 kg.